# پورتو برریو
پورتو برریو (به اسپانیایی: Puerto Berrío) یک سکونتگاه مسکونی در کلمبیا است که در بخش انتیوکیا واقع شده‌است.